# Жіль-Марі Опенордт
Жіль-Марі́ Опено́рдт (фр. Gilles-Marie Oppenord) (1672, Париж — †1742) — французький архітектор, дизайнер інтер'єрів і художник, один із засновників стилю французького  рококо.

## Життєпис
Народився в Парижі. Батько ( Олександр-Жан Опенор ) походив з Нідерландів і був меблярем. Разом із декількома голландцями він емігрував у Францію в надії заробити та влаштуватися краще, ніж на батьківшині.  1679 Олександр-Жан Опенор натуралізувався у Франції,коли почав працювати на Королівській мануфактурі гобеленів, де також виробляли і меблі. 1684 року батькові, як непоганому мебляреві, надали житло в спорожнілому палаці Лувр, приміщення якого використовували як гуртожиток для художників і ремісників королівських мануфактур.

## Освіта та італійський період
Ще підлітком його влаштували в майстерню архітектора Жуля Ардуена-Мансара (1646—1708).

1692 року Жіля-Марі відправии до Риму вивчати мистецтво і вдосконалювати власну майстерність. Перебування в Римі розтяглося на майже вісім років. Перебування в Італії використав не стільки для вивчення залишків античних споруд Стародавнього Риму, скільки для знайомства з досвідом римських майстрів бароко, Лоренцо Берніні та Франческо Борроміні. 1699 року він повернувся в Париж.

## Праця у Франції
Ситуація з замовами в Парижі виявилась досить складною. Королівські замови, якими заробляла на життя армія французьких митців-академіків, невпинно скорочувались. При наявності великої кількості обдарованих архітекторів, декораторів, художників і садівників і скороченні державних замов — зростала конкуренція. Жіль-Марі Опенор опиняється по-за Королівською академією. Починається період праці за приватними замовами. Серед ранніх творів митця — декор головного вівтаря в церкві Сен-Жермен-де-Пре (не збережений). На молодого митця звернув увагу герцог Орлеанський, котрий невдовзі став регентом при малолітньому королі. Згодом він отримав посаду першого архітектора регента, герцога Орлеанського. Жіль-Марі багато працював декоратором і дизайнером інтер'єрів (в Отель де Помпон, в Пале-Рояль, в церкві Сен-Сюльпіс в Парижі). Він — автор проекту палацової оранжереї для П'єра Кроза в Монморансі. 
Мала завантаженість як архітектора спонукала до теоретичних праць і того, що пізніше отримає назву паперова архітектура. Було оприлюдено два видання з малюнками і проектами архітектора, котрі отримали назви «Великий Опенор» та «Малий Опенор».
Учнем  Жіля-Марі був архітектор Жан-Франсуа де Кювільє  (1695-1768), котрий уславився працею в резиденії міста Мюнхен.